# 成島焼

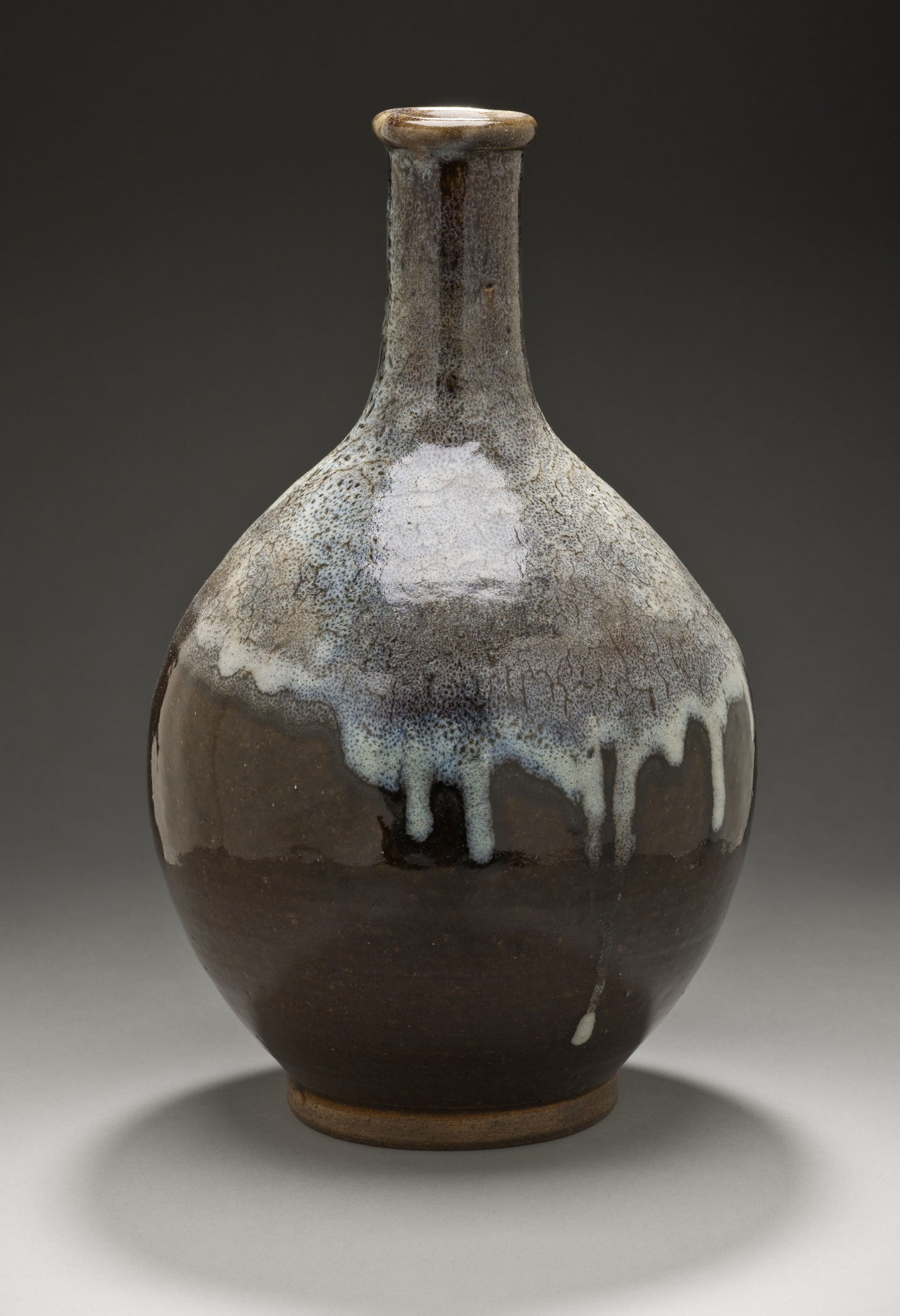
明治時代の徳利 ロサンゼルス郡美術館所蔵

成島焼（なるしまやき）は、山形県米沢市で焼かれる陶器である。
米沢藩主の上杉鷹山が家来の相良清左衛門に相馬焼の技法を学ばせて、天明元年（1781年）開窯した。絢爛豪華な絵付は用いられず、海鼠釉、黒釉と窯の焼成によって生じる窯変だけで作品を仕上げるのが特徴。成島焼は藩の御用窯として栄え、藩政を支えるほど潤いを見せたが、明治時代に入って廃窯する。大正時代に一時再興するも再び廃窯した。
1965年、長井焼の創始者和久井富二夫が旧米沢藩の「成島焼」復興を依頼され、10年を経て今泉で再再興した。また、1975年には水野哲が「米沢焼」として再再興した。